# Александер Фрай
Александер Фрай (на немски: Alexander Frei, роден на 15 юли 1979 г. град Базел) e швейцарски футболист, понастоящем играещ за швейцарския футболен клуб ФК Базел. Първият му клуб e ФК Базел след това играе в множество други футболни клубове от Швейцария, Франция и Германия. През 2009 г. Фрай се завръща в родния си клуб Базел и същия сезон печели първата си шампионска титла, той играе там и до днес. Той е капитан на националния отбор на Швейцария и е топ реализатор там с 42 гола в 84 мача.

## Клубна кариера
Професионалната кариера на Александер Фрай започва във ФК Базел. По-късно той е продаден на ФК Тун, ФК Люцерн и на ФК Сервет (всичките от Швейцария). След трансфера му във френския отбор ФК Стад Рене, той става голмайстор на френската първа лига (за сезон 2004 г.-2005 г.) с 20 гола, за което е обявен за щвейцарски футболист на годината през същия сезон. Той става футболист на годината в Швейцария и през 2004 г. и 2007 г.
На 29 юни 2006 г. Фрай подписва четири годишен договор с немския отбор Борусия Дортмунд. За него Дортмунд плаща трансферна такса в размер на 5 милиона евро. През сезон 2006 г.-2007 г. Фрай е топ реализатор за клуба с 16 гола в 32 мача.
На 17 юли 2009 г. напуска Борусия Дортмунд и се завръща в родния си клуб ФК Базел, след 6 години отсъствие. Неговият дебют е на 26 юли 2009 г. в победа с 2-1 срещу ФК Сион. Той асистира за първия гол и отбелязва втори победен в последните минути на мача. През сезон 2009 г.-2010 г. Фрай отбелязва 15 гола в 19 мача за лигата и ФК Базел печели дубъл. През сезон 2010 г.-2011 г. отбелязва 27 гола и става топ реализатор в швейцарското първенство. На 7 декември 2011 Фрай отбелязва гол на Манчестър Юнайтед, а Базел се класира за 1/8 финал в Шампионската лига за сметка на англичаните.

## Кариера в националния отбор
Фрай играе за швейцарския национален отбор на Европейското първенство по футбол през 2004 г. и на Световното първенство по футбол през 2006 г. в Германия. На световното от 2006 вкарва 2 гола, един на националния отбор на Того и един спорен гол на националния отбор на Южна Корея. Фрай има 84 мача за Швейцария.
Александер Фрай е топ реализатор на Швейцария за всички времена с 42 гола. По време на Евро 2004 в мач от групавата фаза срещу националния отбор на Англия, камерите улавят Фрай да плюе по Стивън Джерард. По време на мача не са предприети мерки, но след това е обвинен и получава временно петнадесет дневно наказание от УЕФА
През първото полувреме на откриването на Европейско първенство по футбол 2008 г., Фрай е контузен и пропуска останалата част от турнира поради скъсване на коленно сухожилие след единоборство с чешкия защитник Зденек Григера. Александер Фрай решава да остане с отбора и да покаже подкрепата си към тях. След това претърпява операция.
В домакинска квалификация за Европейско първенство по футбол 2012 г. срещу националния футболен отбор на Уелс Фрай е бил освиркан от феновете, въпреки победата на Швейцария с 4-1. Когато е най-накрая е сменен, той бива освиркван от домакинските фенове. На 5 април 2011 г., решава да напусне националния отбор след като е критикуван за играта си в европейската квалификация срещу националния футболен отбор на България, завършила с равенство (0-0).

## Награди
ФК Сервет
- Купата на Швейцария: 2001

ФК Базел
- Суперлига на Швейцария: 2010, 2011
- Купата на Швейцария: 2010

Индивидуални
- Играч на годината в Швейцария: 2003
- Топ реализатор във френската Лига1: 2005, 20 гола
- Играч на годината в Швейцария: 2007
- Топ реализатор в Щвейцарското първенство: 2011, 27 гола